# Tana (řeka v Keni)
Tana (anglicky Tana River) je řeka v Keni ve Východní Africe. Je 800 km dlouhá.

## Průběh toku
Pramení v pohoří Aberder. Protéká východním okrajem krystalické planiny. Ústí do Indického oceánu. V ústí se nachází písečný práh.

## Vodní režim
V létě v období dešťů má řeka dostatek vody.